# Monasterio Stavropoleos
El Monasterio Stavropoleos (en rumano: Mănăstirea Stavropoleos), también conocido como Iglesia Stavropoleos (en rumano: Biserica Stavropoleos) durante el siglo pasado, cuando el monasterio fue disuelto, es un monasterio ortodoxo para monjas situado en el centro de Bucarest, Rumanía. Su iglesia está construida en estilo brâncovenesc. Los patrones de la iglesia (los santos a los que está dedicada) son los arcángeles Miguel y Gabriel. El nombre Stavropoleos es la versión rumana de la palabra griega Stauropolis, que significa «ciudad de la cruz». Uno de los intereses constantes del monasterio es la música bizantina, expresado a través de su coro y su colección de libros de música bizantina, la mayor de Rumanía.

## Historia

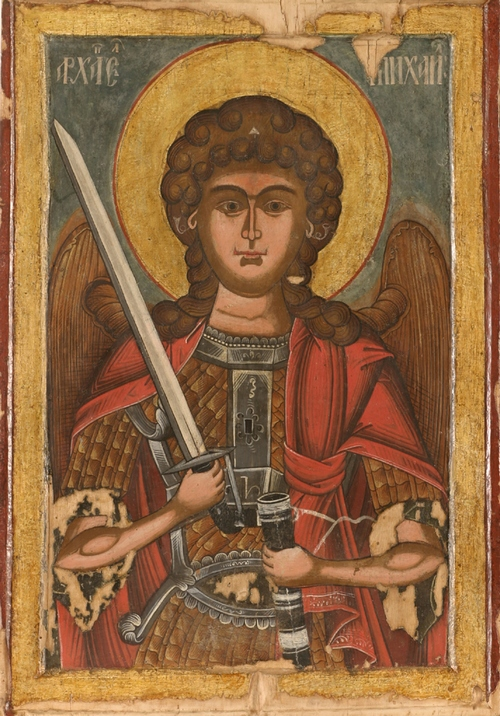
Icono del arcángel Miguel (1756) en la colección del monasterio. Es uno de los santos patrones de la iglesia.

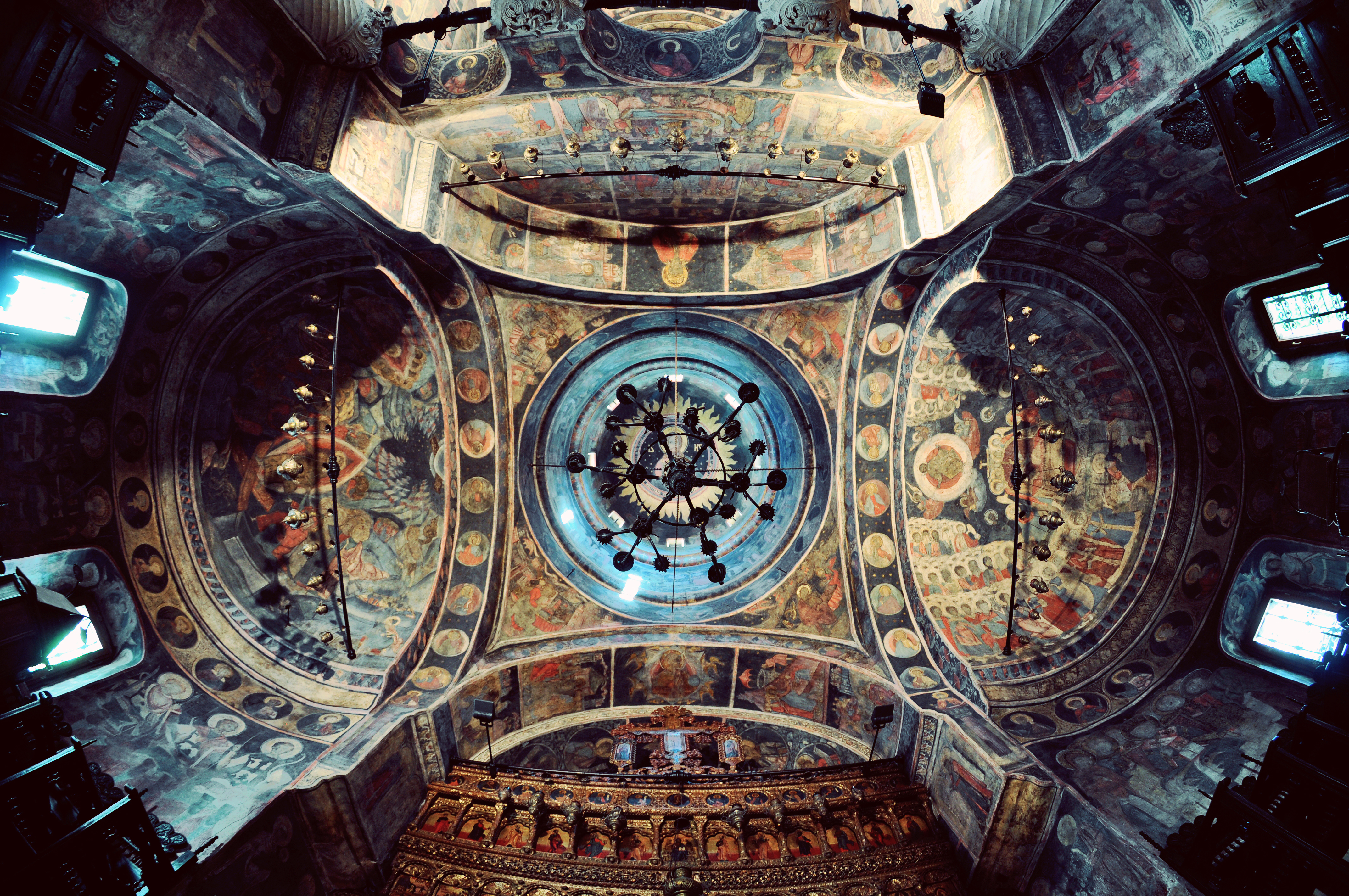
Pinturas y lámparas de araña hechas a mano.

La iglesia fue construida en 1724, durante el reinado de Nicolae Mavrocordat (príncipe de Valaquia, 1719-1730), por el archimandrita Ioanichie Stratonikeas. Dentro del recinto de su posada, Ioanichie construyó una iglesia y un monasterio, que era sostenido económicamente con los ingresos de la posada (una situación relativamente común en esta época). En 1726 el abad Ioanichie fue elegido metropolitano de Stavropole y exarca de Caria. Desde entonces el monasterio que construyó se llama Stavropoleos, nombre de la antigua sede. El 7 de febrero de 1742 Ioanichie, con 61 años de edad, murió y fue enterrado en su iglesia.
La posada y los anexos del monasterio fueron demolidos a finales del siglo XIX. Con el tiempo la iglesia sufrió terremotos, que causaron que se cayera la cúpula. Las pinturas de la cúpula fueron restauradas a principios del siglo XX.
Todo lo que queda del monasterio original es la iglesia, junto con un edificio de principios del siglo XX que alberga una biblioteca, una sala de conferencias y una colección de iconos y objetos eclesiásticos antiguos (principios del siglo XVIII), además de partes de pinturas murales recuperadas de iglesias demolidas durante el régimen comunista. Este nuevo edificio fue construido siguiendo el proyecto del arquitecto Ion Mincu.
La iglesia ha sido pastoreada desde 1991 por el padre Iustin Marchiş, el primer hieromonje de la iglesia en el último siglo. La comunidad que vive aquí, además de culto rutinario, se dedica a la renovación de libros antiguos, iconos y ropas sacerdotales. El coro de la iglesia canta música bizantina, en la actualidad algo extraño entre las iglesias de Rumanía.

## Biblioteca

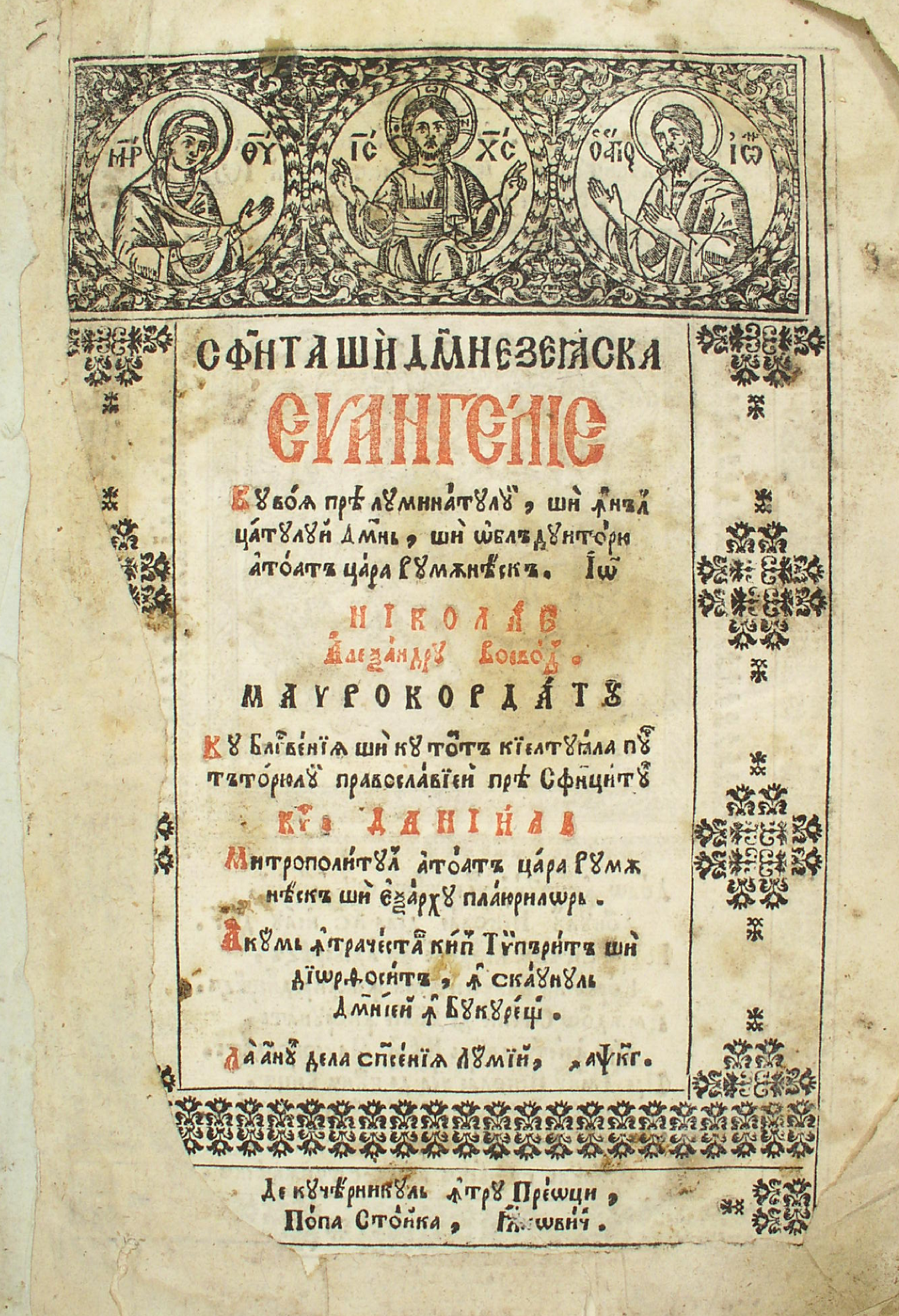
Portada del Sagrado Evangeliario (1723, actualmente en la biblioteca del monasterio), impreso durante el reinado de Nicolae Mavrocordat.

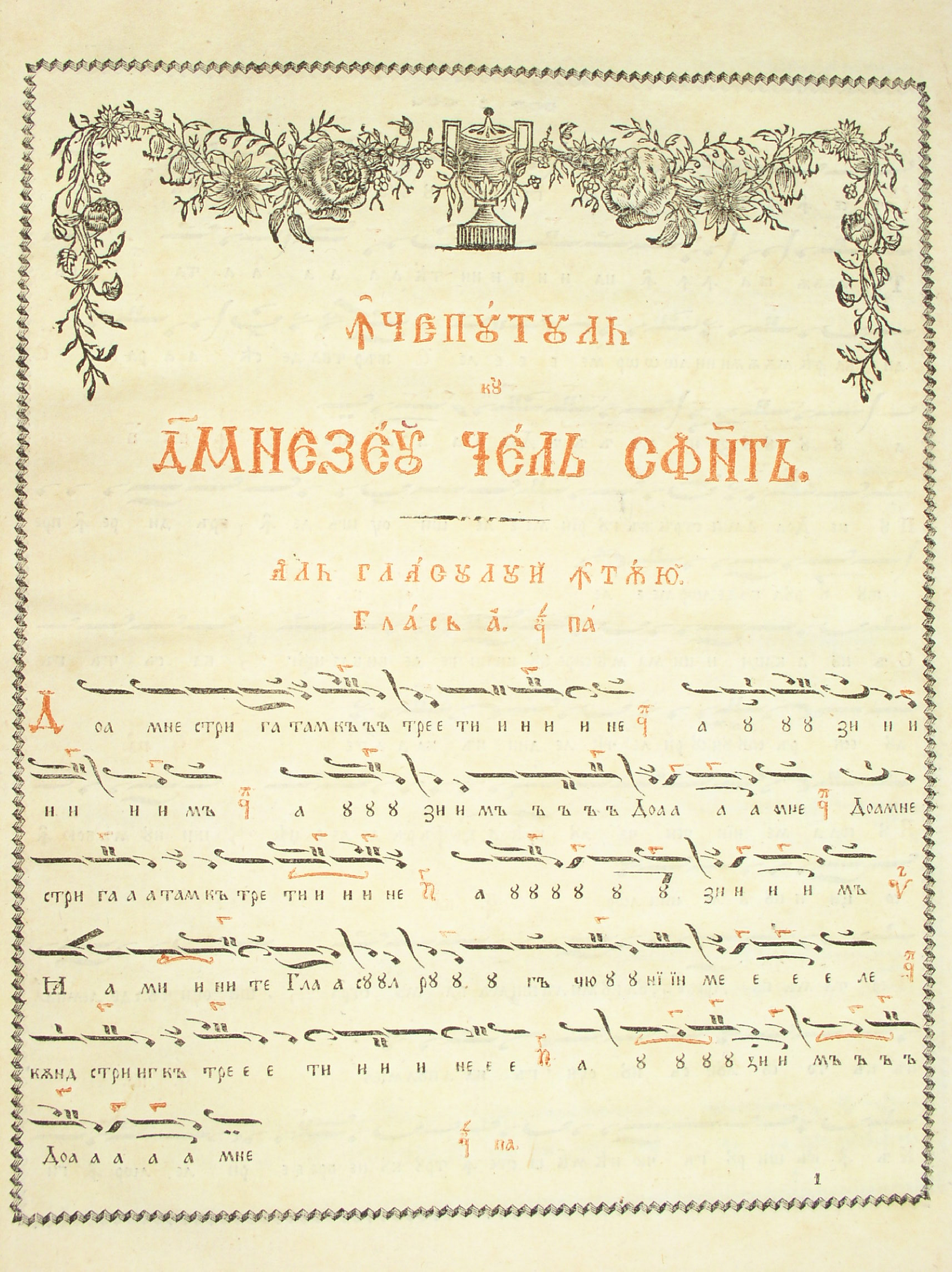
Estilo bizantino de notación musical en un «Libro de himnos sobre la resurrección del Señor» de 1823 de la biblioteca del monasterio.

La biblioteca del monasterio tiene más de 8000 libros de teología, música bizantina, arte e historia. Hay textos patrísticos, bíblicos, dogmáticos, litúrgicos, históricos, homiléticos y catequéticos, diccionarios y libros de texto de lenguajes clásicos, estudios de arte bizantino e iconografía ortodoxa, y libros sobre la historia y civilización rumana del siglo XVIII. Algunos de los libros son de la biblioteca personal donada por el historiador de arte Vasile Drăguț, antiguo rector de la Universidad Nacional de las Artes de Bucarest.
Hay un gran número de libros antiguos: más de ochenta manuscritos y cuatrocientas obras impresas. Hay libros en rumano, griego y eslavo eclesiástico.
La colección de libros de música bizantina es la mayor de Rumanía, y se compone principalmente de las donaciones de dos bizantistas rumanos, Sebastian Barbu-Bucur y Titus Moisescu.
El monasterio ha empezado un proyecto de biblioteca virtual digitalizando sus libros antiguos.

## Grupo de música bizantina
La música cantada durante las ceremonias es neo-bizantina, basada en los trabajos de los salmodistas rumanos del siglo XIX Macario el Hieromonje, Nectario el Ermitaño, Anton Pann y Dimitrie Suceveanu, cantos griegos traducidos al rumano o composiciones modernas.
El coro bizantino de Stavropoleos fue creado en 1994, y está dirigido por el archidiácono Gabriel Constantin Oprea, quien oficia y canta en la Iglesia Stavropoleos y enseña música bizantina en la Universidad Nacional de Música Bucarest. El grupo ha actuado en Rumanía y en el extranjero, y están grabando su música en CDs.